# Orestes van Macedonië
Orestes was een titulair koning van Macedonië van 399 tot 397 v.Chr. uit het huis der Argeaden en stond onder het regentschap van Aeropus. Nadat Craterus van Macedonië, de moordenaar op Orestes vader Archelaüs I van Macedonië was vermoord, werd Orestes minderjarig koning onder regent Aeropus. Aeropus werd in 397 v.Chr. echter tot koning gekozen en zo werd Orestes van de troon gestoten.